# Fürst-Pückler-ijs
Fürst-Pückler-ijs is een ijsgerecht bestaande uit drie aan elkaar geplakte lagen roomijs in de smaken chocola, vanille en aardbei.
Het gerecht komt uit Pruisen en is vernoemd naar de Pruisische prins, avonturier, dandy en landschapsarchitect Hermann von Pückler-Muskau. Het werd mogelijk voor het eerst geserveerd in 1839, aan het Pruisische hof. Een ander verhaal is dat een banketbakker uit Cottbus het recept bedacht en de prins (die altijd in geldnood zat) betaalde om de naam te mogen gebruiken. Het originele recept was uitbundiger dan wat er tegenwoordig van gemaakt wordt, namelijk chocoladeijs, macarons, gepureerde aardbeien, Kersenlikeur, slagroom en poedersuiker.
Toen het gerecht door Italiaanse immigranten in de Verenigde Staten werd geïntroduceerd werd het door de Amerikanen Napolitaans ijs genoemd. In dezelfde periode werd door de Italianen namelijk ook Spumoni-ijs geïntroduceerd dat wel uit Italië afkomstig was. In de meeste landen is de naam Napolitaans ijs bekender. In Nederland en Duitsland wordt echter de Duitse benaming gebruikt.
Een derde benaming die wel gehanteerd wordt is Harlekijnijs. Er zijn overigens meer gerechten naar de prins vernoemd maar alleen het ijsrecept heeft de tijd overleefd.